# Caso posesivo
El caso posesivo es un caso que se emplea en algunas lenguas para expresar posesión. No debe confundirse con el caso genitivo, a pesar de que, en algunas ocasiones, ambos comparten significado en muchas lenguas.

## Alineable e inalienable
Existen multitud de variedades de posesión. Una de las clasificaciones más comunes es la distinción entre los posesivos alienables y los inalienables. La alienabilidad se refiere a la posibilidad de separar algo de su origen, en este caso, de su poseedor.
- La posesión inalienable suele ser un atributo, por ejemplo «la altura de Juanito», porque es algo de Juanito que no puede cambiar (salvo que crezca). Por el contrario, «mis calcetines» son una posesión alienable porque puede separarse de su poseedor.

Muchas lenguas hacen esta distinción de algún modo. Por ejemplo, el maorí y muchas lenguas malayo-polinesias. En la expresión «tengo la nariz de mi padre», si se considera que el mayor sintagma nominal está marcado como inalienable, implicaría cierto grado de herencia genética. Sin embargo, marcado como alienable, implicaría que el sujeto ha cortado la nariz de su padre y, de algún modo, ha pasado a formar parte de su cuerpo.